# Tai Tsun Wu
Tai Tsun Wu (吳大峻|s=吴大峻, né le 1er décembre 1933 et mort le 19 juillet 2024 à Palo Alto) est un physicien américain d'origine chinoise surtout connu pour ses contributions dans les réactions nucléaires avec des ions lourds et en mécanique statistique.

## Biographie
Né à Shanghai, Wu étudie l'électrotechnique à l'université du Minnesota. Il obtient une S.M. en 1954 et un Ph.D. en physique appliquée de l'université Harvard en 1956.
Par la suite, il travaille à Harvard et collabore avec l'université Rockefeller (1966), le Deutsches Elektronen-Synchrotron de Hambourg (1971), l'Organisation européenne pour la recherche nucléaire à Genève et l'université d'Utrecht (1977).

## Prix et distinctions
- 1977 : Membre de l'Académie américaine des arts et des sciences,
- 1985 : Prix Humboldt,
- 1999 : Prix Dannie Heineman pour la physique mathématique, avec Barry M. McCoy et Alexander Zamolodchikov[4].

## Ouvrages
- (en)The Scattering and Diffraction of Waves (Harvard University Press, 1959), avec Ronold W. P. King.
- (en)The two-dimensional Modèle d'Ising (Harvard University Press, 1973), avec Barry M. McCoy
- (en)Expanding Protons: Scattering at High Energies (MIT Press, 1987), avec Hung Cheng (en)
- (en)The Ubiquitous Photon: Helicity Methods for QED and QCD (Oxford University Press, 1990), avec Raymond Gastmans
- (en)Lateral Electromagnetic Waves: Theory and Applications to Communications, Geophysical Exploration, and Remote Sensing (Springer-Verlag, 1992), avec Ronold W. P. King et Margaret Owens (en)